# Ballet romántico

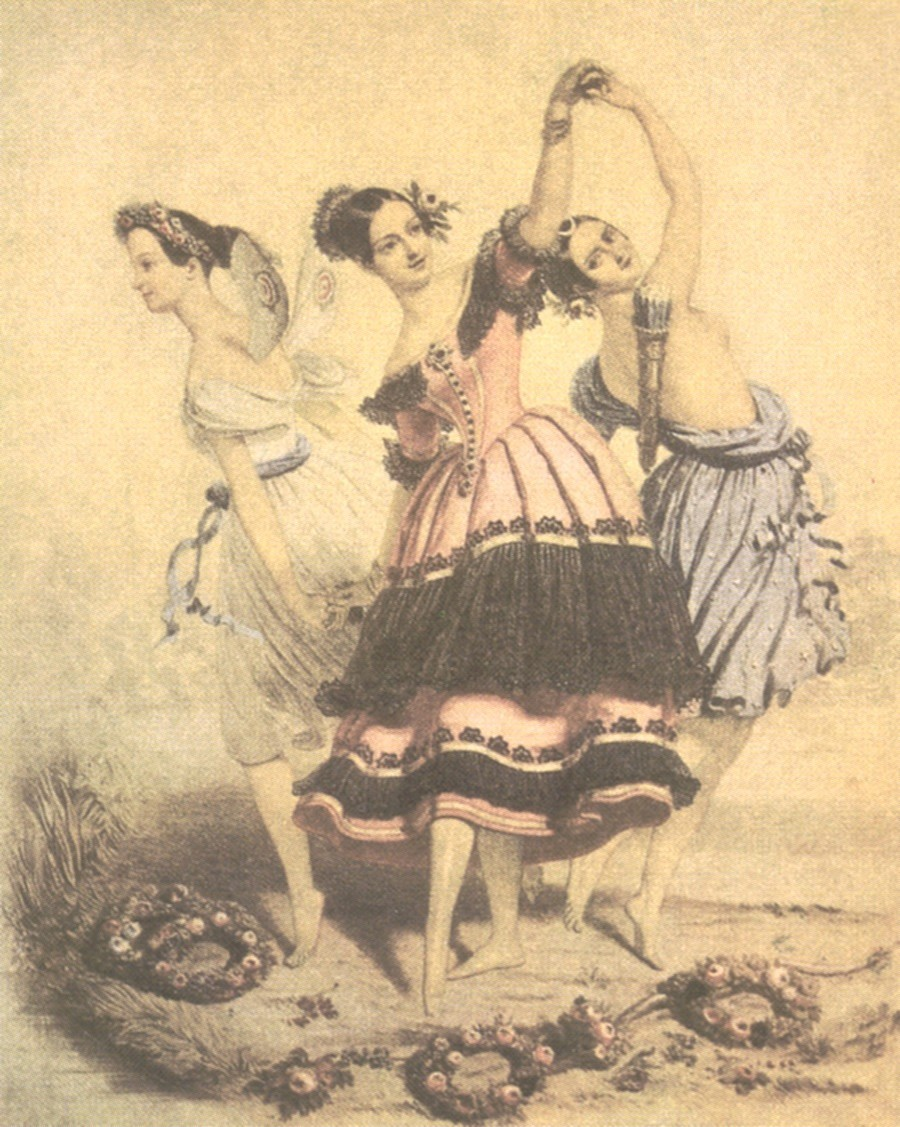
Bailarinas: a la izquierda Marie Taglione

El ballet aparece a principios del siglo XIX sustituyendo al ballet de acción del que Jean-Georges Noverre fue el gran teórico. El período del ballet romántico duró unos treinta años; de 1815 a 1845-1850. Eminentes ejemplos del mismo son La sílfide, Giselle, Coppélia, etc. Al terminar su época de auge, surgió la del grand ballet ruso.
El romanticismo apareció a finales del siglo XVIII en Alemania (Johann Wolfgang von Goethe y Friedrich Schiller), y en el Reino Unido Walter Scott y Lord Byron extendiéndose por toda Europa a principios del siglo XIX llegando a Francia durante la Restauración, con autores como: Madame de Staël, Chateaubriand o Lamartine. En música, Beethoven fue uno de los primeros. y la danza no se queda al margen: todos los artistas sueñan con un arte revolucionario que aleje los demonios del Antiguo Régimen, con un nuevo aire, lírico, exótico, mágico, sensual.
Un discípulo de Noverre, Charles Didelot, de paso por París en 1815, representó Flore et Zéphire en la Ópera de París, los bailarines Albert y Geneviève Gosselin “flotaban” sobre el escenario, estando suspendidos por hilos de acero. Fue un descubrimiento para el público que, por primera vez, contemplaba una danza aérea, etérea. Madame Gosselin ya había innovado la danza dos años antes bailando sobre la punta de los pies, técnica llamada en pointes (aunque anteriormente lo realizara la bailarina italiana Amalia Bugnoli, pero en realidad no se sabe con certeza el origen de esta innovación técnica dentro de la danza académica.) Como fuera, la técnica en pointe generaba sobre el escenario un desplazamiento etéreo y misterioso, y ello aunado al auge del romanticismo propició que fueran llevadas a escena principalmente historias pobladas por hadas, sonámbulas y fantasmas.
El ballet romántico abandonó progresivamente los mitos de la Grecia antigua, para basarse en la Mitología nórdica poblada de elfos, ondinas y troles. Es el reinado de la bailarina, pálida y etérea, encarnando la nostalgia y la melancolía, vestida con vaporosas muselinas y coronada de flores del campo. El bailarín queda en Francia reducido a su cometido de partenaire (pareja de baile) poniendo de relieve la gracia y la delicadeza de su pareja.
El primer gran ballet romántico fue La sílfide, estrenada en la Ópera de París el 12 de marzo de 1832 por Filippo Taglioni y representada por su hija Marie Taglioni. Es la apoteosis del ballet blanco, que triunfará durante treinta años.
- Datos: Q2707421